# 浅野晃 (国文学者)
浅野 晃（あさの あきら、1930年3月20日 - ）は、日本文学者、共立女子大学名誉教授。近世散文、特に井原西鶴を専門とした。

## 来歴
仙台市生まれ。1953年東北大学文学部国文学科卒業、1958年京都大学大学院文学研究科仏文科博士課程満期退学。立正大学文学部講師、助教授、共立女子大学助教授、教授、2000年定年退任、名誉教授。

## 著書
- 『西鶴論攷』勉誠社 1990
- 『論叢元禄の文学』勉誠社 1993
- 『西鶴展望』勉誠出版 2000

### 共編著
- 『西鶴物語 自由奔放な西鶴文学の全貌』谷脇理史共編 有斐閣ブックス 1978
- 『講座元禄の文学』全5巻 谷脇理史、宗政五十緒、雲英末雄、原道生共編 勉誠社 1992-93
- 『原典で楽しむ江戸の世界 江戸の文学から浮世絵・錦絵まで』加藤光男共著 里文出版 2004